# Stimmhafter bilabialer Plosiv
Der stimmhafte bilabiale Plosiv (ein stimmhafter, mit beiden Lippen gebildeter Verschlusslaut) hat in verschiedenen Sprachen folgende lautliche und orthographische Realisierungen:
- Deutsch [b]: B, b
- Englisch [⁠b⁠]: B, b
- Französisch [⁠b⁠]: B, b
- Italienisch [⁠b⁠]: B, b
- Russisch [⁠b⁠]: Б (U+0411), б (U+0431)
- Spanisch: [⁠b⁠]: B, b, V, v (im Anlaut)